# Жуковский, Пётр Николаевич
Пётр Николаевич Жуковский (1912—1996) — младший лейтенант Советской Армии, участник Великой Отечественной войны, Герой Советского Союза (1945).

## Биография
Пётр Жуковский родился 18 июня 1912 года в деревне Нележ (ныне — Угранский район Смоленской области). После окончания деревообрабатывающего техникума работал на деревообрабатывающем заводе в городе Котельниче Кировской области. В июле 1941 года Жуковский был призван на службу в Рабоче-крестьянскую Красную Армию. В 1943 году окончил Черниговское военное инженерное училище. С марта 1944 года — на фронтах Великой Отечественной войны. К январю 1945 года младший лейтенант Пётр Жуковский командовал взводом 76-го отдельного штурмового инженерно-сапёрного батальона 16-й штурмовой инженерно-сапёрной бригады 1-го Украинского фронта. Отличился во время освобождения Польши.
В конце января 1945 года Жуковский вместе с бойцами своего взвода вплавь доставлял рамы моста, что позволило досрочно навести переправы через Одер в районе населённого пункта Грошовиц (ныне — Грошовице в черте Ополе). В ночь с 5 на 6 февраля, когда немецкие войска предприняли в районе моста несколько контратак, Жуковский со своим взводом успешно отразил их.
Указом Президиума Верховного Совета СССР от 10 апреля 1945 года младший лейтенант Пётр Жуковский был удостоен высокого звания Героя Советского Союза с вручением ордена Ленина и медали «Золотая Звезда».
В 1946 году Жуковский был уволен в запас. Проживал в Кирове, работал директором Кировского деревообрабатывающего завода, затем заместителем директора Кировского завода синтетических строительных материалов. Умер в 1996 году. Похоронен на Новомакарьевском кладбище города Киров.
Был также награждён орденом Отечественной войны 1-й степени и двумя орденами Красной Звезды, рядом медалей.

## Память

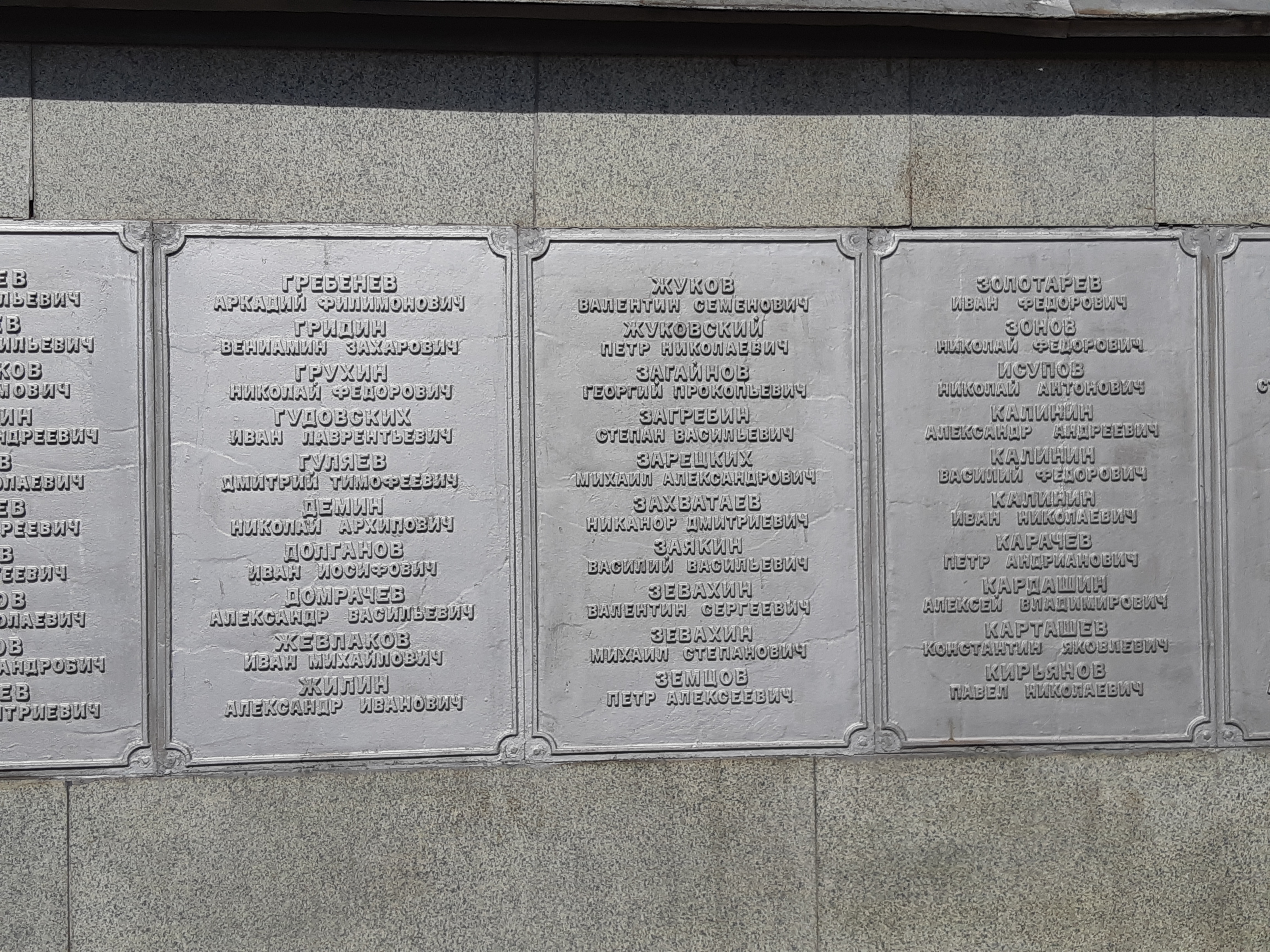
Имя Героя на мемориальной доске в парке Дворца пионеров г. Кирова

- Имя Героя увековечено на мемориальной доске в честь Героев Советского Союза — уроженцев Кировской области в парке Дворца пионеров города Кирова
- Имя Героя высечено золотыми буквами в зале Славы Центрального музея Великой Отечественной войны в Парке Победы города Москвы.
- На могиле героя установлен надгробный памятник.